# Helicopsyche bartona
Helicopsyche bartona är en nattsländeart som beskrevs av Mosely in Mosely och Douglas E. Kimmins 1953. Helicopsyche bartona ingår i släktet Helicopsyche och familjen Helicopsychidae. Inga underarter finns listade i Catalogue of Life.